# Rufoclanis fumosus
Rufoclanis fumosus är en fjärilsart som beskrevs av Rothschild och Jordan 1903. Rufoclanis fumosus ingår i släktet Rufoclanis och familjen svärmare. Inga underarter finns listade.